# Katharinenberg 10 (Stralsund)

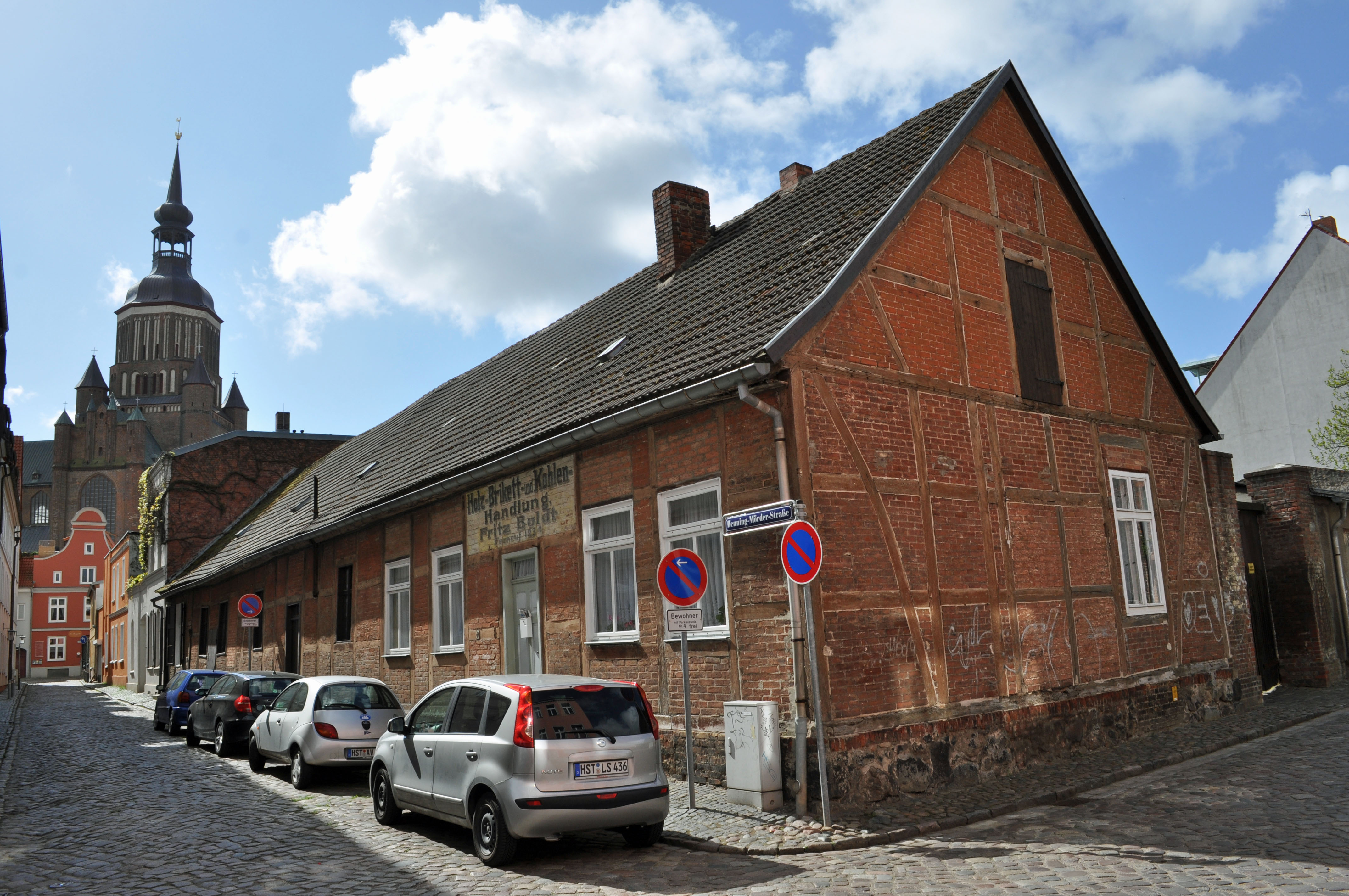
Das Haus Katharinenberg 10 in Stralsund (2012)

Das Gebäude mit der postalischen Adresse Katharinenberg 10 ist ein denkmalgeschütztes Bauwerk in der Straße Katharinenberg in Stralsund, an der Ecke zur Henning-Mörder-Straße.
Der langgestreckte, eingeschossige Fachwerkbau mit Satteldach wurde um die Mitte des 19. Jahrhunderts errichtet.
Die Längsfront des auf einem Sockel aus Feldstein errichteten Gebäudes zeigt zur Henning-Mörder-Straße.
Das Haus liegt im Kerngebiet des von der UNESCO als Weltkulturerbe anerkannten Stadtgebietes des Kulturgutes „Historische Altstädte Stralsund und Wismar“. In die Liste der Baudenkmale in Stralsund ist es mit der Nummer 390 eingetragen.